# Encalypta sinica
Encalypta sinica là một loài rêu trong họ Encalyptaceae. Loài này được J.C. Zhao & Min Li mô tả khoa học đầu tiên năm 1999.